# Brampton (Cambridgeshire)
Pour les articles homonymes, voir Brampton.
Brampton est une paroisse civile et un village du Cambridgeshire, en Angleterre.